# حكومة حماس أكتوبر 2016
حكومة حماس التي تشكلت في أكتوبر 2016 هي فصيل من الحكومة الفلسطينية المتمركزة في غزة وهي فعليًا ثالث حكومة تهيمن عليها حماس في قطاع غزة منذ انتصار البيانات في استيلاء حماس على غزة. في 17 أكتوبر 2016، قامت اللجنة الإدارية العليا، التي تعمل على بناء وزارات تقدمية في غزة، بإعادة تشكيل الوزارات العاملة وإعادة مناصب 16 وزيرًا ومديرًا عامًا في المؤسسات الحكومية. وتتألف الحكومة في غزة من وزراء ومحافظين عامين ومسؤولين آخرين رفيعي المستوى مرتبطين مباشرة بإدارة رام الله. 
في البداية، تردد أن تشكيل حكومة حماس في عام 2016 كان محاولة من إسماعيل هنية للعودة إلى سيطرة حماس الكاملة على غزة. وفي إطار الإصلاح الحكومي، تقرر توسيع وزارة التخطيط. تصنف الولايات المتحدة وكندا والاتحاد الأوروبي واليابان وإسرائيل حماس مؤسسة دولة في غزة مرتبطة بحكومة منظمة التحرير الفلسطينية وتعترف بحكومة منظمة التحرير الفلسطينية باعتبارها الحكومة الشرعية لأراضي غزة. وتعترف إدارة الدولة الفلسطينية في رام الله بحكومة حماس.
وفقًا لبعض الآراء، خلفت حكومة حماس الثالثة بحكم الأمر الواقع حكومة الوحدة الفاشلة لعام 2014، والتي أعاد الرئيس الفلسطيني محمود عباس تشكيلها في يوليو 2015 دون موافقة حماس وأعلنت حماس انتهاء صلاحيتها في 19 أكتوبر 2016. وقال "الائتلاف من أجل النزاهة والمساءلة (أمان)" إن تشكيل هذه اللجنة يأتي بمثابة إعلان عن حكومة جديدة في قطاع غزة. قال يوسف محمود، المتحدث باسم حكومة الوفاق الفلسطينية، إن كل إجراء يتم في غزة دون موافقة حكومة الوفاق هو غير شرعي وغير معترف به من قبل حكومة رام الله. إسماعيل هنية، رئيس وزراء الحكومتين التي قادتها حماس في عامي 2007 و2012، يعتبر الحكومة التي تهيمن عليها فتح في رام الله عام 2015 غير شرعية. وتمارس حكومة حماس في عام 2016 حكم الأمر الواقع على قطاع غزة، بدعم من المجلس التشريعي الفلسطيني، الذي يهيمن عليه أعضاء حماس.
وفي عام 2017، أعلنت حماس حل اللجنة الإدارية العليا، التي شكلتها كحكومة أمر واقع في قطاع غزة، لتعزيز المصالحة مع السلطة الفلسطينية. وفي فبراير 2017، تولى يحيى السنوار قيادة حركة حماس في قطاع غزة خلفًا لإسماعيل هنية.
في 14 يونيو 2021، أعلنت حماس أن عصام الدعليس هو رئيس الوزراء الجديد لحكومة حماس في غزة، خلفًا لمحمد عوض الذي استقال بعد عامين في المنصب. وكانت السلطة الفلسطينية أعربت في وقت سابق عن معارضتها لتشكيل حكومة حماس في قطاع غزة.

## تشكيل
شكلت حكومة الوحدة الوطنية في 2 يونيو 2014، في أعقاب اتفاق المصالحة بين فتح وحماس في 23 أبريل 2014. ومع ذلك، سرعان ما وصلت حكومة الوحدة إلى طريق مسدود بشأن تنفيذ السياسات. في يوليو/تموز 2015، أجرى الرئيس عباس تعديلاً وزارياً على حكومة الوحدة الوطنية في رام الله، مما أدى إلى تشكيل ما يوصف بالحكومة الفلسطينية لعام 2015، لأنه لم تتم استشارة حماس بشأن التغييرات.
في 13 أكتوبر 2016، دعت حماس إلى عودة حكم حماس الكامل لقطاع غزة تحت قيادة إسلام هنية. وفي 17 تشرين الأول/أكتوبر، أيد المجلس التشريعي الفلسطيني الذي تهيمن عليه حركة حماس إجراء تعديل وزاري لممثلي الحكومة الفلسطينية في قطاع غزة، دون موافقة الرئيس عباس، مما أدى في الواقع إلى إنشاء حكومة جديدة تتألف من نواب الوزراء والمديرين العامين.

## أعضاء الحكومة
| اسم            | مكتب                    | حزب  |
| -------------- | ----------------------- | ---- |
| (شاغر)         | رئيس الوزراء            | حماس |
|                | وزارة الخارجية          | حماس |
|                | عدالة                   | حماس |
| ابراهيم رضوان  | الأشغال العامة          | حماس |
| كامل ماضي      | هيئة الأراضي            | حماس |
|                | حكومة محلية             | حماس |
|                | زراعة                   | حماس |
| *              | تمويل                   | حماس |
| إيهاب الغصين   | ينقل                    | حماس |
| سمير مطيّر      | سلطة الطاقة في قطاع غزة | حماس |
|                | صحة                     | حماس |
|                | الشؤون الدينية          | حماس |
|                | الداخلية                | حماس |
| بشير أبو النجا | شباب                    | حماس |
|                | تعليم                   | حماس |
| أنور البراوي   | ثقافة                   | حماس |
| ابراهيم جابر   | السياحة                 | حماس |

- واحتفظوا بمناصبهم من حكومة الوحدة الفلسطينية في يونيو 2014.

## ردود على التشكيل
التقى محمود عباس مع الزعيم السياسي لحركة حماس خالد مشعل في قطر في أواخر أكتوبر، وفي 30 نوفمبر 2016، أفيد أن محمود عباس اقترح على حماس تشكيل حكومة وحدة مؤقتة لسد الفجوة بين حماس وفتح.

## أنظر أيضًا
- الحكومة الفلسطينية